# Лудвиг II (Италия)
Вижте пояснителната страница за други личности с името Лудвиг II.
Лудвиг II Млади (на немски: Ludwig II; на италиански: Ludovico II, il Giovane, Luigi II il Giovane; на френски: Louis II, le Jeune) е крал на Италия от 839/840 г., крал на лангобардите от 844 г., римски съимператор от 850 и от 855 г. император на Свещената римска империя и от 863 до 875 г. крал на Прованс.

## Биография
Лудвиг II е най-възрастният син на император Лотар I (795 – 855) и жена му Ирмингард фон Тур (804 – 851). Баща му го назначава 839/840 г. за крал на Италия. Папа Сергий II го обявява на 15 юни 844 г. за крал на лангобардите, а папа Лъв IV го коронова на 6 април 850 г. за римски (съ-)император. След оттеглянето на баща му през 855 година Лудвиг получава Италия от империята му.

## Фамилия
Лудвиг II се сгодява на 5 октомври 851 г. и се жени за Енгелберга (* 830; † 23 март 890 или 891), вероятно дъщеря на Аделчис I, граф на Парма от рода на Супонидите. Те имат две дъщери:
- Гизела (Гисла), * 852/855, † пр. 28 април 868, 861 игуменка на абатеса на Сан Салваторе към Бреша
- Ерменгарда (* 852/855, † пр. 22 юни 896), 878 абатеса на Сан Салваторе към Бреша

∞ март/юни 876 Бозон Виенски († 11 януари 887), 879 крал на Долна Бургундия (Бувиниди)
Лудвиг II е дядо на Лудвиг III Слепи Босонид, римски император 901/902 г.

## Галерия
- Лудвиг II (12 век)
- Лудвиг II
- Динарий: Лудвиг II и Енгелберга